# Persatuan Bulutangkis Seluruh Indonesia
Die Persatuan Bulutangkis Seluruh Indonesia (PBSI) (übersetzt: Indonesischer Badmintonverband) ist die oberste nationale administrative Organisation in der Sportart Badminton in Indonesien. Der Verband wurde am 5. Mai 1951 gegründet.

## Geschichte
Badminton selbst wurde in Indonesien schon während der Kolonialzeit ab Ende der 1920er Jahre gespielt. Eingeführt wurde die Sportart vorwiegend von Bewohnern des benachbarten Singapur. Im Jahr 1933 gab es mindestens 14 chinesische Badmintonclubs in Batavia, die zur Batavia Chinese Badminton Federation zusammengeschlossen wurden. Erste koloniale Meisterschaften des Verbandes fanden 1934 mit der Badmintonmeisterschaft von West-Java statt. Champion wurde Then Giok Soei. Bei den Junioren siegte Indra Loebis in Batavia. Ein Jahr später fand 1935 in Soerabaja die erste Badmintonmeisterschaft von Oost Java tatt. Sieger wurde S. Loebis. Der nationale Verband selbst wurde sechs Jahre nach der Unabhängigkeit des Landes 1951 gegründet, nachdem schon 1948 Badminton bei den Pekan Olahraga Nasional gespielt wurde. Die PBSI war 1959 Gründungsmitglied des kontinentalen Dachverbands Badminton Asia Confederation, damals noch als Asian Badminton Confederation bekannt, und unmittelbar später auch Mitglied in der Badminton World Federation, damals noch unter dem Namen International Badminton Federation firmierend. Badminton entwickelte sich in den ersten Jahren des Bestehens des Verbandes schnell zum Nationalsport des Landes und Indonesien war in den 1970er und 1980er Jahren die leistungsstärkste Nation in dieser Sportart. Mitte der 1980er Jahre musste diese Vormachtstellung an China abgetreten werden.

## Bedeutende Veranstaltungen, Turniere und Ligen
- Indonesia Open
- Indonesian Masters
- Indonesia Masters Super 100
- Indonesia International
- Jakarta International
- Surabaya International
- USM International
- Walikota Surabaya Cup
- Indonesische Meisterschaft
- Indonesische Superliga
- Pekan Olahraga Nasional
- Indonesia Juniors

## Bedeutende Persönlichkeiten
- A. Rochdi Partaatmadja, Gründungspräsident 1951
- Dick Sudirman, Präsident von 1952 bis 1963 und 1967 bis 1981
- Padmo Soemasto, Präsident von 1963 bis 1967
- Ferry Sonneville, Präsident von 1981 bis 1985
- Try Soetrisno, Präsident von 1985 bis 1992
- Soerjadi, Präsident von 1993 bis 1997
- Subagyo HS, Präsident von 1997 bis 2000
- Chairul Tanjung, Präsident von 2000 bis 2004
- Sutiyoso, Präsident von 2004 bis 2008
- Djoko Santoso, Präsident von 2008 bis 2012
- Gita Wirjawan, Präsident von 2012 bis 2016
- Wiranto, Präsident seit 2016
- Peter Sumarsono, Generalsekretär von 1967 bis 1977